# Joel Lupahla
Joel Lupahla (Bulawayo, 26 aprile 1977) è un ex calciatore zimbabwese, di ruolo centrocampista.

## Carriera

### Club
Comincia a giocare in patria, all'Highlanders. Nel 2000 si trasferisce a Cipro, all'AEP Paphos. Nel 2004 passa al Silver Stars, squadra della massima serie sudafricana. Nel 2005 viene prestato al SuperSport United. Nel 2006 torna al Silver Stars (nel 2007 diventato Platinum Stars), in cui milita fino al 2009. Nel 2010 torna in patria, al Gunners. Nel 2011 si accasa al CAPS United. Nel 2015 viene acquistato dal Tsholotsho.

### Nazionale
Ha debuttato in Nazionale nel 2000. Ha messo a segno le sue prime reti con la maglia della Nazionale il 3 febbraio 2004, in Algeria-Zimbabwe (1-2), in cui ha siglato le reti della propria squadra. Ha partecipato, con la Nazionale, alla Coppa d'Africa 2004 e alla Coppa d'Africa 2006. Ha collezionato in totale, con la maglia della Nazionale, 28 presenze e due reti.